# Zéphyrin
Pour les articles homonymes, voir Zéphyrin (prénom).
Zéphyrin est, selon la tradition catholique, le 15e évêque de Rome, de 198 jusqu'à sa mort le 20 décembre 217. Il succède à Victor Ier ; à sa mort le 20 décembre 217, son principal conseiller, Calixte Ier, lui succède. Il est connu pour avoir combattu les hérésies et défendu la divinité du Christ.
Il est saint de l'Église catholique fêté le 26 août.

## Pontificat
Romain, fils d'un certain Abbondio, il succède au pape Victor Ier comme évêque de Rome dans la dernière période de l'Empire romain sous les empereurs romains Septime Sévère et Caracalla.
Personnage assez terne, aux origines inconnues, Zéphyrin se révèle peu apte à diriger l'Église face aux grands conflits doctrinaux qui l'agitent en ce début de IIIe siècle : c'est du moins l'image que l'antipape Hippolyte de Rome a transmise de lui dans son Philosophumena (IX, XI), le décrivant comme un homme simple et sans instruction (cette affirmation pourrait être interprétée en ce sens que Zéphyrin n'a pas entrepris les études les plus élevées, mais s'est consacré à l'administration pratique de l'Église plutôt qu'à la culture théologique).
Immédiatement après son élection, il rappelle à Rome Calixte (futur pape) qui vit à Antium. Il le nomme diacre et son secrétaire, et lui confie l'administration des lieux de culte que possède l'Église et la surveillance des travaux du coemeterium, les catacombes de la Via Appia, le cimetière officiel de l'Église de Rome, où seront enterrés les pontifes les plus importants du IIIe siècle, qui prit par la suite, pour cette raison, le nom de catacombe de Saint-Calixte ; il est en effet prouvé que sous le pape Victor Ier la communauté chrétienne romaine devint propriétaire d'un lieu de sépulture sur la Via Appia.[réf. nécessaire]
Le grand théologien Alexandrin Origène visite Rome sous son pontificat car « il désirait ardemment observer une Église très ancienne ».
Le Liber Pontificalis lui attribue deux décrets, l'un sur l'ordination du clergé et l'autre sur la liturgie eucharistique dans les églises de Rome, mais, comme cela arrive souvent avec les premiers papes, il n'y a pas de preuves historiques suffisantes pour attester de ces actes. 

### Persécutions
Durant les 18 années du pontificat de Zéphyrin, la jeune Église catholique subit la persécution sous l'empereur romain Septime Sévère jusqu'à sa mort en l'an 211. Pour Alban Butler, « ce saint pasteur était le soutien et le réconfort du troupeau en détresse ». La position des chrétiens, restée calme dans les premières années du gouvernement de l'empereur Septime Sévère, dégénère lentement jusqu'à ce qu'en 202 ou 203 soit publié un édit de persécution qui empêche la conversion au christianisme sous peine de sanctions très sévères. Le déclencheur de la résurgence des persécutions semble être le refus de la communauté chrétienne de participer aux cérémonies instituées pour célébrer le dixième anniversaire de l'accession de l'empereur au trône. Septime Sévère n'apprécie pas le comportement offensant à son égard et publie donc des décrets antichrétiens, dont les sanctions ne sont atténuées ou abolies que lorsque, l'année suivante, un compromis est trouvé selon lequel les chrétiens ne participeraient qu'à des cérémonies non conflictuelles avec leurs principes anti-païens. Cependant, on ne sait rien de l'exécution de l'édit à Rome même ni des martyrs de l'Église à cette époque.

### Conflits doctrinaux

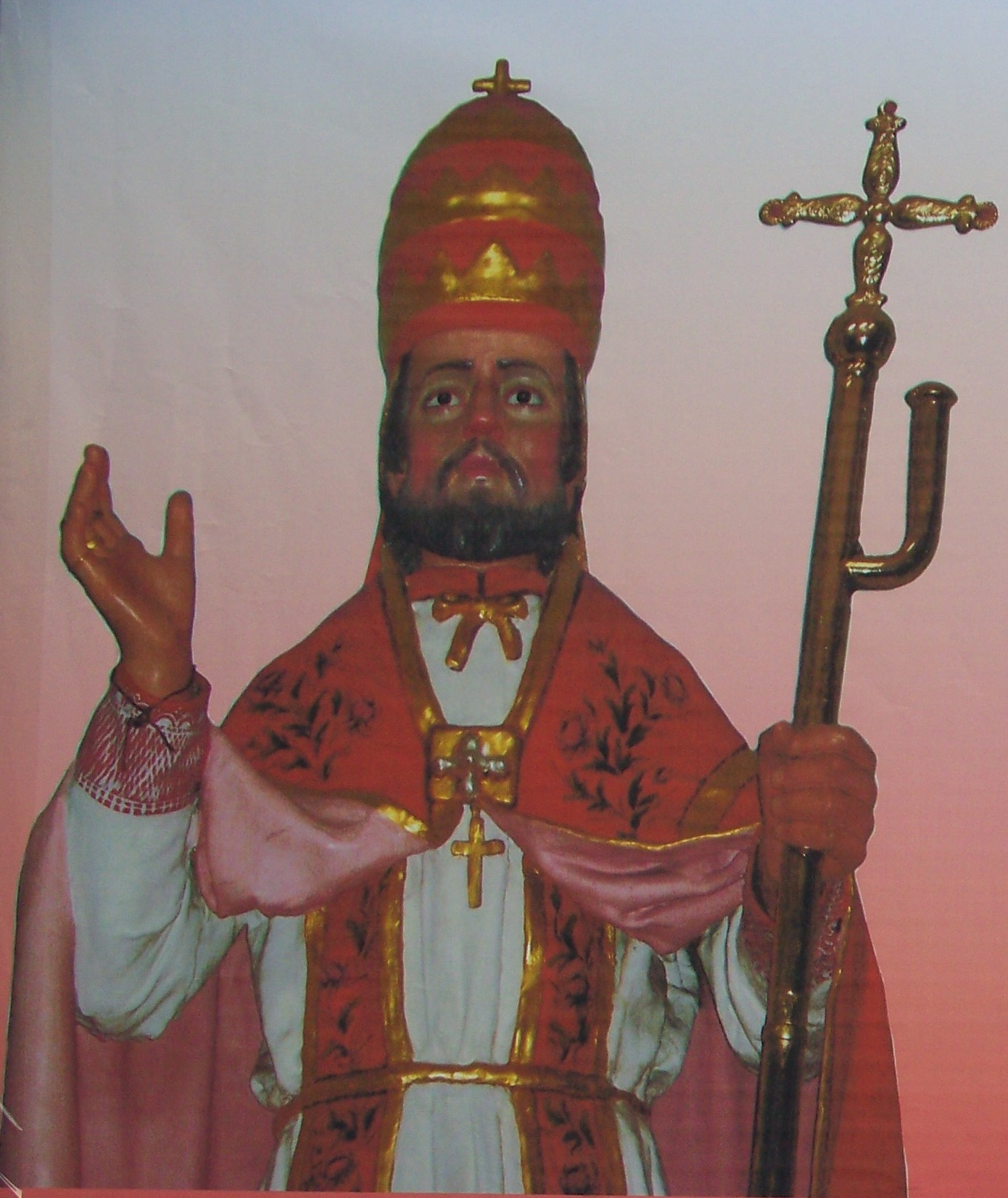
Statue dans l'église paroissiale de Caldari (Ortona).

Selon saint Optat de Milève, Zéphyrin combat également de nouvelles hérésies et apostasies, dont les principales sont le marcionisme, celle de Praxéas, le valentinianisme et le montanisme, qui se battent au sujet de la Trinité, notamment sur la nature divine dans la personne de Jésus de Nazareth. Zéphyrin manque de subtilité pour lutter contre ces doctrines, son bagage théologique étant semble-t-il assez faible ; cependant il s'appuie à cet égard sur son archiprêtre Calixte.
Les partisans du prédicateur hérétique Théodote de Byzance, appelé Pellaio, qui avaient été excommuniés avec leur chef par le pape Victor Ier, forment une communauté hérétique indépendante à Rome dirigée par un autre Théodote, appelé « le Changeur d'argent », et par un certain Esclipédote. Selon Eusèbe de Césarée (Histoire ecclésiastique, V, XXXII), ils persuadent un confesseur de la foi, un certain Natalius, qui, malgré les tortures qu'il a subies pendant la persécution, n'a pas renoncé à sa foi devant le juge païen, d'être consacré évêque de la secte moyennant un paiement mensuel de 150 deniers. Natalius aurait alors eu plusieurs visions l'avertissant d'abandonner ces hérétiques. Il rêve qu'il est torturé par des anges et, revêtant un habit de pénitence, il asperge sa tête de cendres et se jette en pleurant amèrement aux pieds de Zéphyrin{{}}. Il avoue son erreur et obtient de revenir à la communion avec l'Église.
Les partisans de Montanus de Phrygie opèrent également avec une grande énergie à Rome. Le montaniste Proculus (ou Proclus) publie un écrit pour défendre les nouvelles prophéties ; un chrétien romain érudit et rigidement orthodoxe, Gaius, écrit une réfutation de Proclus sous la forme d'un dialogue, dans lequel il rejette l'Apocalypse de Jean, qu'il considère comme l'œuvre du gnostique Cérinthe. En opposition à Gaius, Hippolyte écrit la Capita contra Caium.
Zéphyrin est en butte aux critiques d'Hippolyte de Rome, prêtre romain venu du Proche-Orient, extrêmement cultivé, intelligent et qui a une grande crédibilité auprès des chrétiens de Rome. Hippolyte reproche en particulier à Zéphyrin l'influence de Calixte, son successeur légitime, qualifié d'« ambitieux, de cupide, un taré », toujours selon Hippolyte. Celui-ci est le théologien le plus important parmi les prêtres romains de cette période. Il est un partisan de la doctrine du Logos divin. Il enseigne que le Logos divin s'est fait homme en Christ, qu'il diffère en tout de Dieu, que le Logos est l'intermédiaire entre Dieu et le monde des créatures. Cette doctrine, telle qu'elle est exposée par Hippolyte et son école, suscite de nombreux doutes et, contrairement à la sienne, une autre école théologique surgit, représentée à Rome, à cette époque, par Cléomène et Sabellius.
Ces hommes sont de farouches opposants à l'adoptianisme, qui considère que le Christ n'a eu qu'une nature humaine jusqu'à son baptême, mais ils ne veulent pas accorder de crédit à l'incarnation du Logos et ils mettent avant tout l'accent sur l'unité absolue (monarchie) de Dieu. Ils expliquent l'Incarnation du Christ comme une autre manifestation (modus) de Dieu dans son union avec la nature humaine : on les appelle modalistes ou patripassiens, puisque selon eux ce n'est pas le Fils de Dieu qui a été crucifié, mais le Dieu le Père lui-même. Le peuple chrétien orthodoxe croit fermement à l'unité de Dieu et à la divinité de Jésus-Christ ; au début, aucun d'entre eux ne se méfie de cette doctrine ; le pape Zéphyrin ne se mêle pas au conflit entre les deux écoles car l'hérésie des modalistes n'est pas, au début, clairement évidente, et la doctrine d'Hippolyte soulève de nombreuses difficultés quant aux traditions de l'Église.
Zéphyrin, dans toute cette affaire, déclare simplement qu'il ne reconnaît qu'un seul Dieu, et que c'est le « Seigneur Jésus-Christ » ; le Fils est mort, non le Père, telle est la doctrine de l'Église. Hippolyte exhorte alors le pape à émettre un dogme dans lequel il est décrété que la personne du Christ est différente de celle du Père et que les positions du monarchisme et du patripassionisme sont condamnées, mais Zéphyrin n'est pas d'accord. Hippolyte est de plus en plus irrité et en colère contre le pape et, surtout, contre le diacre Calixte qu'il tient, en tant que conseiller, pour responsable (probablement à juste titre) de la position qu'il a prise. Il y a de bonnes raisons de croire que la haine envers Zéphyrin soit aussi dictée par une sorte de ressentiment de la part d'Hippolyte à l'égard de la position prestigieuse confiée à Calixte, à laquelle il aspire également. Lorsque, après la mort de Zéphyrin, Calixte est élu évêque de Rome, Hippolyte se distancie de l'Église et, avec ses partisans, provoqua le premier schisme de l'Église romaine, se faisant consacrer évêque de Rome et devenant ainsi le premier antipape de l'histoire de l'Église.
Eusèbe de Césarée insiste sur le fait que Zéphyrin a lutté vigoureusement contre les blasphèmes des deux Théodotes, qui en réponse l'ont traité avec mépris, mais l'ont ensuite désigné comme le plus grand défenseur de la divinité du Christ. Bien qu'il n'ait pas été martyrisé physiquement pour la foi, ses souffrances – tant mentales que spirituelles – au cours de son pontificat lui ont valu le titre de martyr, titre qui a été abrogé 132 ans après sa mort. Il a été accusé d'être séduit par les vues monarchiques.

### Mort
Zéphyrin meurt le 20 décembre 217 dans des circonstances non précisées. Il est enterré dans la Cella Trichora des saints Sixte et Cécile dans la catacombe de Saint-Calixte sur la Via Appia.

## Culte
Zéphyrin est le saint patron de Caldari, un hameau d'Ortona (province de Chieti) ; sa fête est célébrée le 26 août. Sa statue processionnelle se trouve à l'intérieur de l'église paroissiale dédiée au saint.